# Square Tolstoï
Pour les articles homonymes, voir Tolstoï (homonymie).
Le square Tolstoï est un square du 16e arrondissement de Paris, longeant le bois de Boulogne et le boulevard Suchet.

## Situation et accès
Le square est accessible au niveau du 92 boulevard Suchet, du 1, avenue du Maréchal-Lyautey et de l'avenue du Maréchal-Franchet-d'Espérey,.
Il est ouvert 24 heures sur 24.
Il est desservi par la ligne 10 à la station Porte d'Auteuil.

## Origine du nom

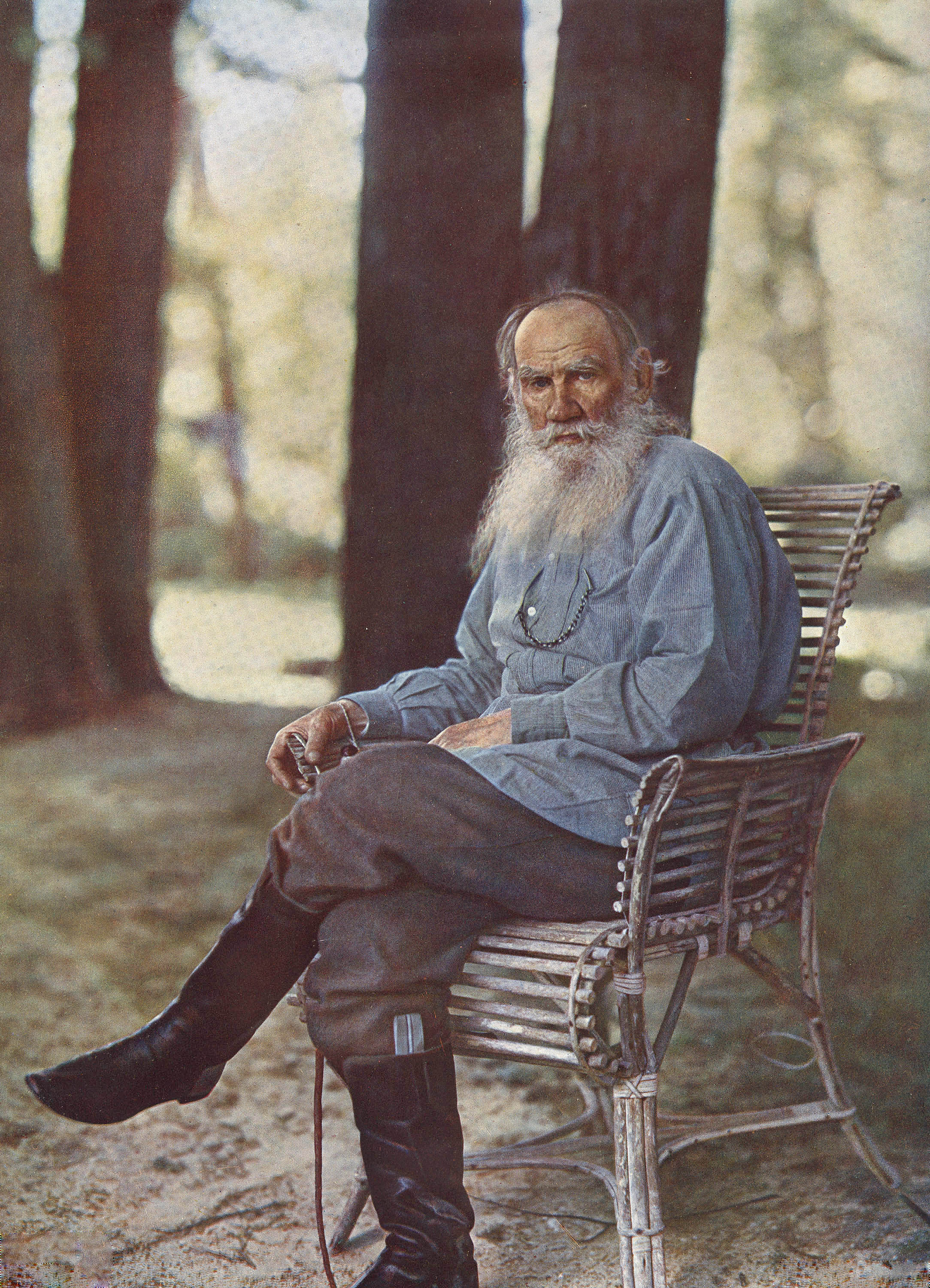
Léon Tolstoï.

Il porte le nom du romancier et moraliste russe Léon Tolstoï (1828-1910),.

## Historique
Ce square est ouvert et prend sa dénomination actuelle par un arrêté du 14 août 1934, à l'emplacement du bastion no 61 de l'enceinte de Thiers. Voisins, les squares Alfred-Capus, Henry-Bataille et des Écrivains-Combattants-Morts-pour-la-France sont aménagés à la même époque et suivant un schéma similaire.
Il s'agit d'un espace vert loti sur ses pourtours nord et sud. Il possède le label ÉcoJardin.
Planté d'un Ginkgo biloba, de marronniers à fleurs rouges et de rosiers grimpants, le square accueille une aire de jeux pour enfants et un bac à sable. Il est accessible aux personnes à mobilité réduite. Les chiens y sont interdits. Juste à l'extérieur, côté ouest, sur un tronçon piéton de l'avenue du Maréchal-Lyautey, sont installés une table de ping-pong, deux échiquiers et deux agrès.

## Bâtiments remarquables et lieux de mémoire
- La fontaine surplombée d'une statue représentant une femme et un enfant est l'œuvre de Charles Georges Cassou (1934)[2],[3].
- Un buste de Léon Tolstoï réalisé par le sculpteur Akop Gurdjan orne le square[2]. Il y est installé en 1955[4].
- L'hippodrome d'Auteuil est visible depuis le square.

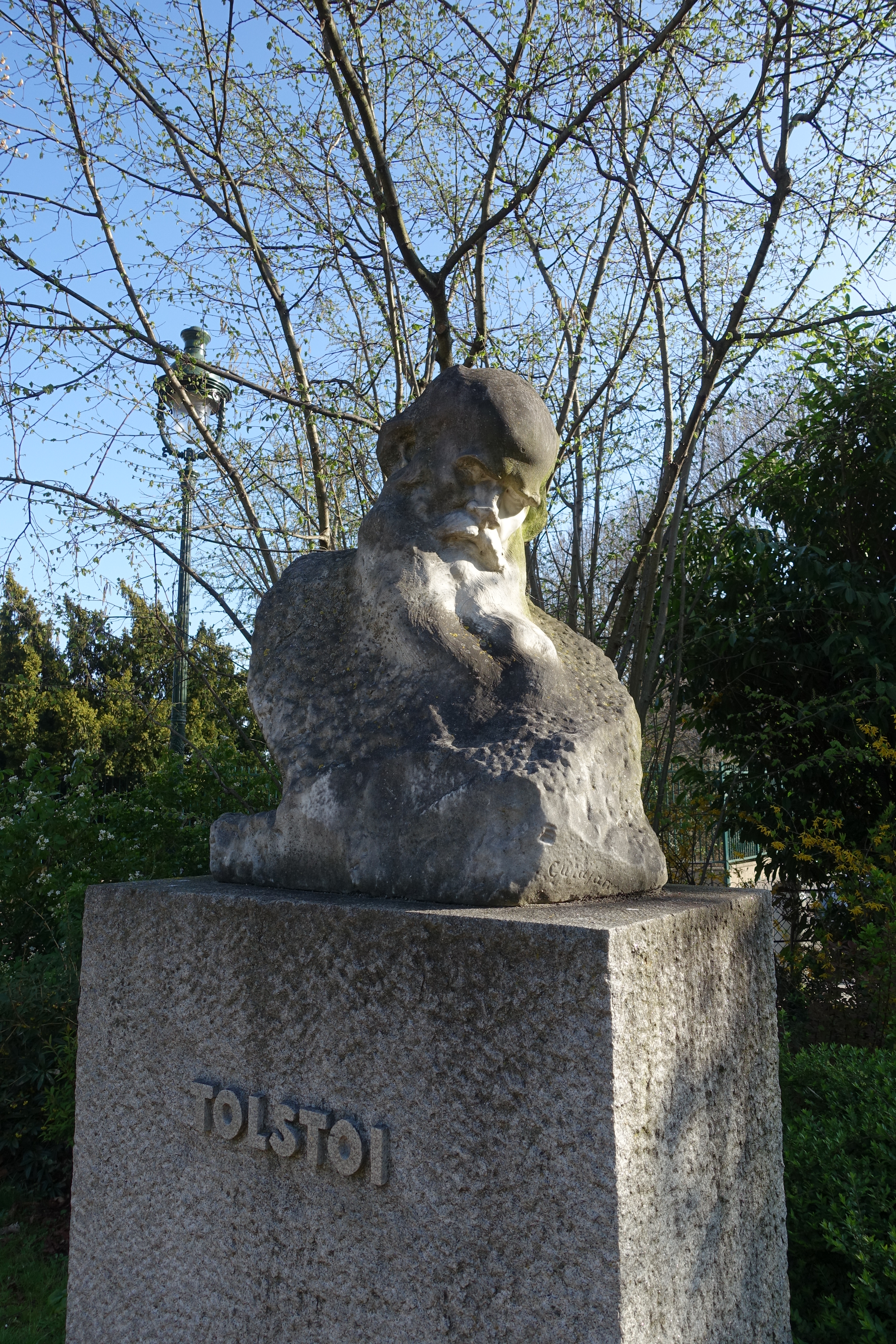
Buste de Léon Tolstoï.
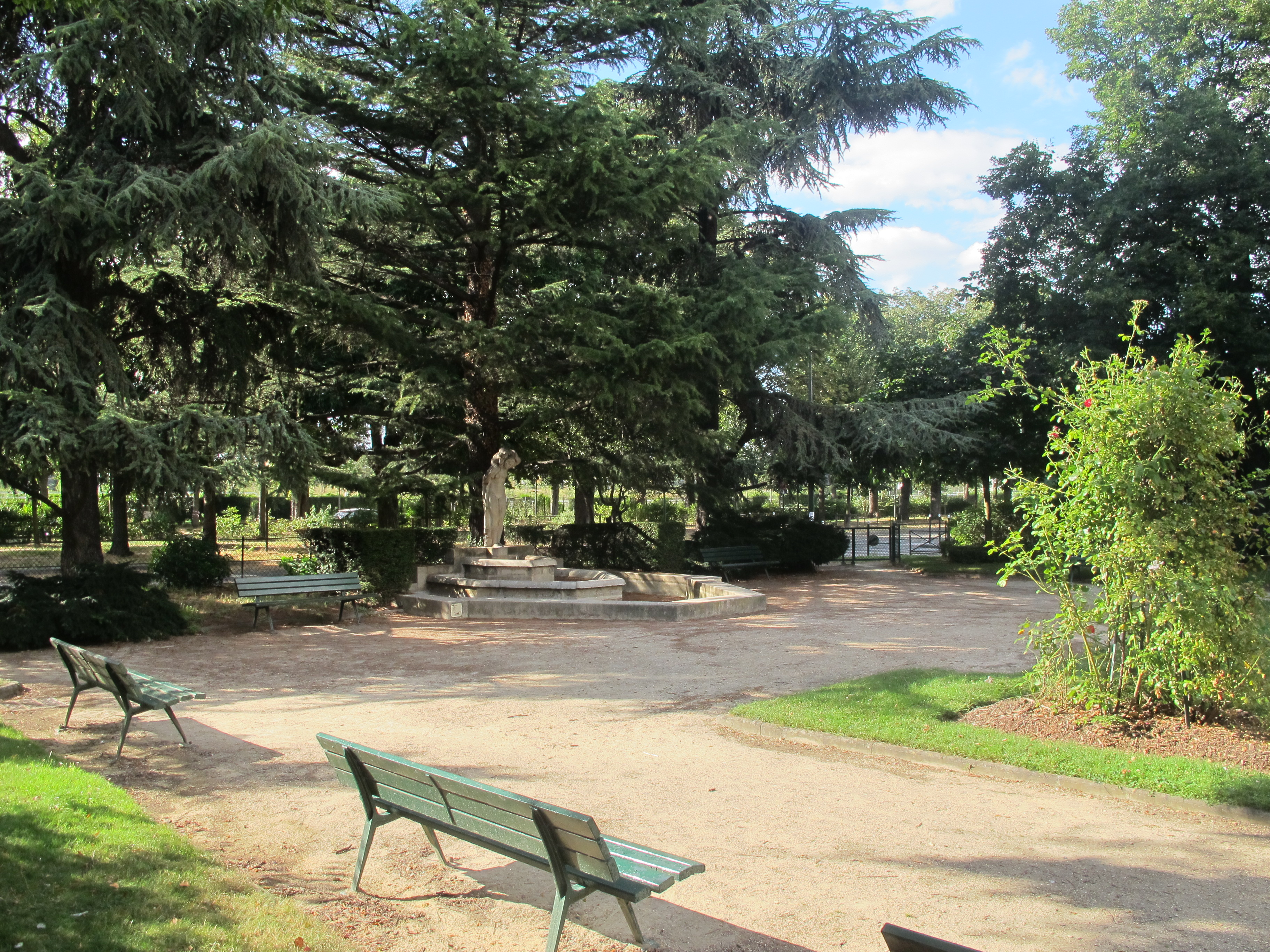
La fontaine vue de loin.
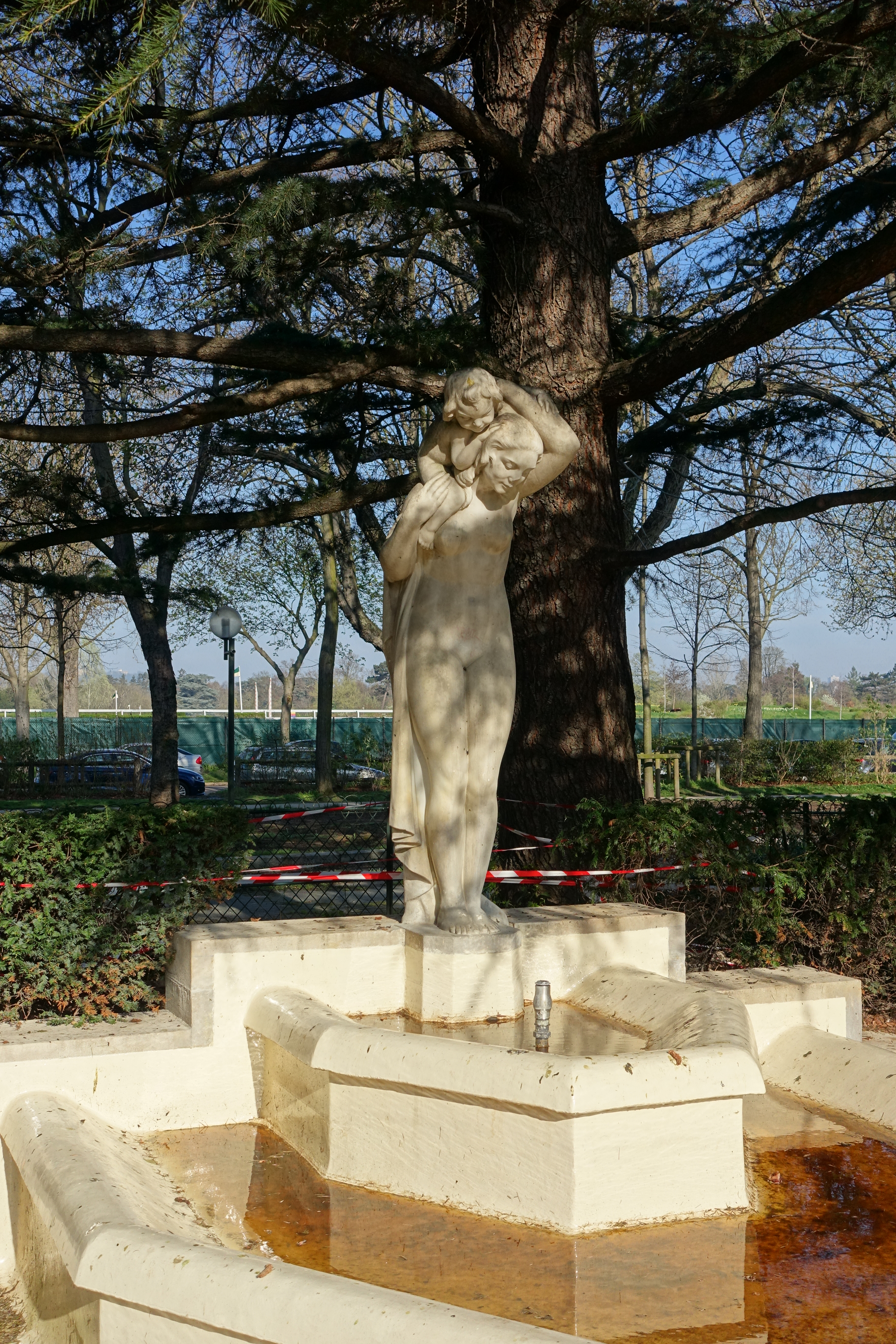
Détail de la fontaine du square Tolstoï.